# Psalistops crassimanus
Psalistops crassimanus is een spinnensoort uit de familie Barychelidae. De soort komt voor in Brazilië.